# 瀬頭弥八
瀬頭 弥八（瀬頭 彌八、せとう やはち、1877年（明治10年）2月 - 没年不明）は、日本の醸造家、銀行家、政治家、長崎県多額納税者。長崎酒造組合長。諫早銀行取締役。諫早市会議員。族籍は長崎県平民。

## 人物
佐賀県・瀬頭太次の五男。瀬頭平八の弟。1908年、兄・平八方より分家し、佐賀県より諌早に酒造業を創業。酒造業を営み、諫早市参事会員である。
趣味は碁、園芸。宗教は真宗。住所は長崎県北高来郡諫早町（現・諫早市）。

## 家族・親族
瀬頭家
- 兄・平八（1860年 - ?、瀬頭酒造、五町田酒造各代表）[1][6] - 住所は佐賀県藤津郡五町田村[6]（のち藤津郡塩田町五町田、現・嬉野市塩田町五町田）。
- 妻・ヨウ（1886年 - ?、佐賀、原誠助の妹[1][2]、原栄助の三女[4]）
- 長男・大治[3]（1913年 - 1973年、黎明酒造社長） - 住所は諫早市八坂町。
- 娘[1]